# Tárnok KSK
A Tárnok KSK egy magyar sportegyesület, melynek székhelye Tárnok. 
A Pest Megyei I osztályban játszanak.

## korábbi nevei
- Tárnoki KLE ?-1945
- Tárnoki LE 1945-1946
- Tárnoki SE 1946-1947
- Tárnoki Vasutas SE 1947-?
- Tárnoki KSK ?-

## Jelenlegi keret
| #  |              | Poszt | Név                 |
| -- | ------------ | ----- | ------------------- |
| 1  | Magyarország | K     | Kaszás Attila       |
| #  | Magyarország | K     | Garai Ferenc        |
| 6  | Magyarország | V     | Veszeli Tibor       |
| 3  | Magyarország | V     | Pánczél Sándor      |
| 13 | Magyarország | V     | Nagy Attila         |
| #  | Magyarország | V     | Marcinkovics Patrik |
| #  | Magyarország | V     | Csákány Zsolt       |
| #  | Magyarország | V     | Eke Gábor           |
| #  | Magyarország | V     | Viszti Zsolt        |
| #  | Magyarország | V     | Szél Pál            |
| 5  | Magyarország | KP    | Takács György       |
| 2  | Magyarország | KP    | Csákány Gábor       |

| #  |              | Poszt | Név              |
| -- | ------------ | ----- | ---------------- |
| 15 | Magyarország | KP    | Fagyal Bertalan  |
| #  | Magyarország | KP    | Kelemen László   |
| #  | Magyarország | KP    | Szabó Zsolt      |
| #  | Magyarország | KP    | Pánczél Péter    |
| #  | Magyarország | KP    | Ilyés Attila     |
| #  | Magyarország | KP    | Csibrik György   |
| #  | Magyarország | KP    | Pókecz Patrik    |
| #  | Magyarország | KP    | Béky Gábor       |
| 10 | Magyarország | CS    | Lukács Sándor    |
| #  | Magyarország | CS    | Gyulay Gábor     |
| #  | Magyarország | CS    | Körtvélyesi Ádám |

## Híres játékosok
| - Csucsánszky Zoltán - Zombori András - Orosz Ferenc - Szilveszter Ferenc |